# Kiscsécs
Kiscsécs este un sat în districtul Tiszaújváros, județul Borsod-Abaúj-Zemplén, Ungaria, având o populație de 223 de locuitori (2011). 

## Demografie
Componența etnică a satului Kiscsécs
     Maghiari (51,94%)
     Romi (48,06%)
Componența confesională a satului Kiscsécs
     Fără religie (38,12%)
     Greco-catolici (34,53%)
     Romano-catolici (7,62%)
     Necunoscută (19,73%)
Conform recensământului din 2011, satul Kiscsécs avea 223 de locuitori. Din punct de vedere etnic, majoritatea locuitorilor (51,94%) erau maghiari, cu o minoritate de romi (48,06%). Nu există o religie majoritară, locuitorii fiind persoane fără religie (38,12%), greco-catolici (34,53%) și romano-catolici (7,62%). Pentru 19,73% din locuitori nu este cunoscută apartenența confesională.